# Augusts Voss
Augusts Voss (en rus: Август Эдуардович Восс) (gubèrnia d'Omsk, 1919 - Moscou, 1994) fou un polític i funcionari del partit comunista d'origen letó. Abans de la Segona Guerra Mundial treballà com a mestre d'escola. L'any 1940 fou mobilitzat a l'Exèrcit Roig i serví com a comissari polític (politruk). Des de 1945 serví a l'apparatchik del partit a Letònia. Des de 1966 fins al 1984 fou primer secretari (després, secretari general) del Partit Comunista de Letònia i membre del Comitè Central del Partit Comunista de la Unió Soviètica des del 1971 al 1990. Ostentà el càrrec de President del Soviet de les Nacionalitats (del Soviet Suprem de l'URSS) entre 1984 i 1989. Voss entenia el letó, però no l'utilitzava públicament. En els darrers anys de vida preferí no tornar a Letònia. Morí l'any 1994 a Moscou on hi resta enterrat.